# Centrum Edukacji Artystycznej
Centrum Edukacji Artystycznej – jednostka budżetowa Ministra Kultury i Dziedzictwa Narodowego sprawująca nadzór pedagogiczny nad szkołami artystycznymi, placówkami artystycznymi oraz placówkami zapewniającymi opiekę i wychowanie uczniom szkół artystycznych.

## Kompetencje
Do kompetencji Centrum należy także realizowanie zadań organu prowadzącego w stosunku do państwowych:
- szkół muzycznych I i II stopnia,
- ogólnokształcących szkół muzycznych I i II stopnia,
- ogólnokształcących szkół sztuk pięknych,
- liceów plastycznych,
- ogólnokształcących szkół baletowych,
- szkół sztuk tańca,
- placówek artystycznych,
- oraz Państwowej Szkoły Sztuki Cyrkowej w Julinku.

Centrum obejmuje swoim patronatem ogólnopolskie i międzynarodowe konkursy oraz przeprowadza egzaminy w ramach awansu zawodowego nauczycieli szkół i placówek artystycznych. Funkcjonuje w oparciu o rozporządzenie Ministra Kultury i Dziedzictwa Narodowego z dnia 27 marca 2019 r. (Dz. U. poz. 607 z późn. zm.).

## Podlegający
| Centrum Edukacji Artystycznej                             |                                                                               |                                                                                    |                                                                                   |                                                                             |                                                                        |                                                                              |                                                                        |
| Bursa Szkół Artystycznych w Łodzi                         | Ogólnokształcąca Szkoła Muzyczna I i II st. im. Henryka Wieniawskiego w Łodzi | Ogólnokształcąca Szkoła Muzyczna I i II st. im. Karola Szymanowskiego we Wrocławiu | Ogólnokształcąca Szkoła Muzyczna I i II stopnia im. Karola Lipińskiego w Lublinie | Państwowa Ogólnokształcąca Szkoła Muzyczna II stopnia im. Fryderyka Chopina | Państwowa Szkoła Muzyczna I i II st. im. I. J. Paderewskiego w Koninie | Państwowa Szkoła Muzyczna I i II stopnia im. Fryderyka Chopina w Nowym Sączu | Państwowa Szkoła Muzyczna I i II stopnia im. Fryderyka Chopina w Opolu |
| Państwowa Szkoła Muzyczna I i II stopnia w Zduńskiej Woli | Państwowa Szkoła Muzyczna I st. w Końskich                                    | Państwowe Liceum Sztuk Plastycznych im. Erica Mendelsohna                          | Zespół Państwowych Szkół Muzycznych im. Feliksa Nowowiejskiego w Szczecinie       | Zespół Państwowych Szkół Muzycznych im. Wojciecha Kilara w Katowicach       | Zespół Szkół Muzycznych im. I. J. Paderewskiego w Krośnie              | Zespół Szkół Muzycznych im. Stanisława Moniuszki w Wałbrzychu                | Zespół Szkół Plastycznych w Bydgoszczy                                 |

## Podległość
| Ministerstwo Kultury, Dziedzictwa Narodowego i Sportu |                                    |                                              | |                                     |                                                                         |                                        |                                                               |                                                                                  |                                                                        |                                                     |                                                                       |                                                      |                                                               |
| Akademia Muzyczna im. Stanisława Moniuszki w Gdańsku  | Centrum Edukacji Artystycznej (15) | Muzeum Archeologiczno-Historyczne w Głogowie | Muzeum Dzieci Polskich – ofiar totalitaryzmu. Niemiecki nazistowski obóz dla polskich dzieci w Łodzi (1942–1945) | Muzeum II Wojny Światowej w Gdańsku | Muzeum Miniaturowej Sztuki Profesjonalnej Henryk Jan Dominiak w Tychach | Naczelna Dyrekcja Archiwów Państwowych | Ogólnokształcąca Szkoła Baletowa im. Feliksa Parnella w Łodzi | Ogólnokształcąca Szkoła Muzyczna I i II st. im. Feliksa Nowowiejskiego w Gdańsku | Państwowa Szkoła Muzyczna I stopnia im. Krzysztofa Komedy w Lubaczowie | Podmioty podległe lub nadzorowane przez MKDNiS (14) | Zespół Państwowych Szkół Muzycznych im. Fryderyka Chopina w Warszawie | Zespół Szkół Muzycznych im. Fryderyka Chopina w Pile | Zespół Szkół Plastycznych im. Władysława Hasiora w Koszalinie |

## Dyrektorzy
- Maksymilian Bylicki (1990–1994)[32]
- Zdzisław Bujanowski (od 1994[33])